# الاحتراق الساطع (رواية)
الاحتراق الساطع (بالإنجليزية: Burning Bright)‏ عبارة عن رواية من عام 1950 لجون ستاينبيك، كتبت كتجربة لإنتاج مسرحية بشكل رواية. بدلاً من تقديم الحوار وتوجيهات المنصة المختصرة فقط كما هو متوقع في المسرحية، يجسد ستاينبيك المشاهد بتفاصيل عن الشخصيات والبيئة. كان القصد هو السماح للقارئ غير المسرحي بقراءة المسرحية مع السماح في ذات الوقت بنقل الحوار وأدائه دون تعديل يذكر من قبل شركات التمثيل. بينما كان بإمكان ستاينبيك أن يرى أن توفير القليل من المعلومات في سبيل الوصف المادي أو توجيهات المنصة قد أعطى للمخرج والممثلين مزيدًا من الحرية وإمكانية التأدية التخيليّة، إلا أنه كان يقارن ذلك بفائدة جعل الممثلين يدركون نية المؤلف وجعل المسرحية متاحة للقارئ العام.

## الحبكة
القصة عبارة عن مسرحية أخلاقية بسيطة تتعلق بجوي شاول، وهو رجل كبير في السن مستميت في سبيل الحصول على طفل. تشتبه زوجته الشابة، موردين، التي تحبه، في أنه عقيم، ومن أجل إرضائه بحملها طفلًا، أصبحت حاملًا من قبل مساعد شاول الصغير المغرور فيكتور. الشخصية الرابعة في القصة هي فريند إد، صديق قديم لشاول وموردين، الذي يساعد الزوجين خلال المحنة بعد أن يكتشف جو أنه فعلًا عقيم ولا يمكن للطفل أن يكون طفله. القصد من القصة هو أن تكون قصة إنسان عادي (في وقت مبكر من تطورها كان ستاينبيك قد فكر في تسمية المسرحية الإنسان العادي)، وبالتالي فإن إعداد كل واحد من الفصول الثلاثة يعيد صياغة الشخصيات الأربعة في مواقف مختلفة: يتم تعيين الفصل الأول في سيرك، شاول وفيكتور فنانين بهلوانيين وفريند إد، مهرجًا؛ في الفصل الثاني، يصبح شاول وفريند إد مزارعين متجاورين، ويظهر فيكتور كعامل في مزرعة شاول. في الفصل الأخير شاول يكون ربّان السفينة، والسيد فيكتور، مرافقه، وفريند إد بحار على وشك الإطلاق على سفينة مختلفة. ينقسم الفصل الثالث إلى مشهدين؛ يكون المشهد الأخير في مستشفى حيث يولد الطفل؛ ولا يشير إلى أي من محاور الفصول الثلاثة، وبذلك يكون بمثابة خاتمة لأي قصة من القصص بالتساوي.

## تطور الرواية
كانت الاحتراق الساطع هي المحاولة الثالثة لستاينبيك في كتابة ما أسماه «رواية مسرحية». لقد جرب شيئًا مماثلاً في رواية فئران ورجال في عام 1937 ورواية في مغيب القمر في عام 1942، ولكن من بين الثلاثة، كانت الاحتراق الساطع المحاولة الأكثر اكتمالًا في هذا النوع. يعتقد ستاينبيك أنه ربما كان أول شخص يجرب هذا الأسلوب. في وقت كتابة المقدمة، التي أوضح فيها نواياه، اعتقد أنها شكل من شأنه أن يحمل المزيد من التجارب. استمرارًا للتجربة، خُطط لافتتاح إنتاج مسرحي في نفس الوقت الذي نُشر فيه الكتاب. كان العنوان الأصلي للكتاب، في غابات الليل، عبارة عن سطر من كتاب النمر لويليام بلايك، لكن الشكاوى من أنه كان طويلًا جدًا وأدبيًا للغاية من قبل مُنتجي المسرحية أدت إلى تغييره إلى المقتطف الأقصر من نفس القصيدة: الاحتراق الساطع.
يُشار إلى فريند إد أنه واحد من مجموعة الشخصيات المستوحاة من الصديق المقرب لستاينبيك، إد ريكيتس. في الوقت الذي كتب فيه ستاينبيك الاحتراق الساطع، كان ريكيتس قد قُتل مؤخرًا في حادث سيارة، وكما يعكس شخصية صديقه في شخصية فريند إد، يُعتقد أن محاور فصول السيرك والبحر قد يكون لهما أهمية بالنسبة إلى ستاينبيك: كان على ما يبدو في مرحلة كتابة السيرك عندما علم بموت ريكيتس، ودُفن ريكيتس بجوار البحر.